# Bus TTP
 (février 2016).
Si vous disposez d'ouvrages ou d'articles de référence ou si vous connaissez des sites web de qualité traitant du thème abordé ici, merci de compléter l'article en donnant les références utiles à sa vérifiabilité et en les liant à la section « Notes et références ».
Le bus TTP (de l'anglais Time-Triggered Protocol) est un bus de terrain développé par TTTech, pour les besoins de l'automobile ou de l'aéronautique.
De la même manière que le bus CAN, l'utilisation d'un bus de terrain permet de réduire la quantité de câbles dans les véhicules, par exemple, et donc de réduire nettement le poids et la complexité du câblage.

## Description
La spécification du bus TTP repose sur la technique du TDMA (de l’anglais Time-Division Multiple Access) : le temps est partagé entre les différents nœuds (abonnés) du réseau. C'est uniquement pendant ces intervalles de temps que chacun de ces abonnés peut transmettre un message. La réémission sur erreur (telle que sur le bus CAN) est donc impossible.
Le bus TTP n'est pas directement utilisé, ni soutenu par les deux acteurs majeurs de l'aéronautique civile que sont Airbus et Boeing. Toutefois, TTP a été retenu par un fournisseur, Nord-Micro, filiale allemande d'Hamilton Sundstrand, société d'United Technology pour la réalisation de systèmes dont il a la responsabilité :
- système de pressurisation de l'Airbus A380
- cœur électrique primaire du Boeing 787

### Atouts
Ses principaux atouts sont :
- son déterminisme, interdisant la saturation de la ligne ;
- sa surveillance des nœuds présents sur le réseau, autrement appelé membership ;
- sa correction d'horloge par décalage, permettant au réseau de rester synchrone.

### Inconvénients
Le TTP souffre de certains inconvénients, parmi eux :
- composant mono source : austriamicrosystems est le seul fournisseur TTP du marché
- faible flexibilité : l'ajout d'un message sur le bus nécessite une refonte complète de l'ensemble de la configuration de tous les nœuds du réseau

## Exemples
Il existe de nombreux protocoles réseau basés sur le bus TTP et l'architecture Time-Triggered. On peut citer notamment :
- FTT-SE
- TTEthernet